# Operacja Gold

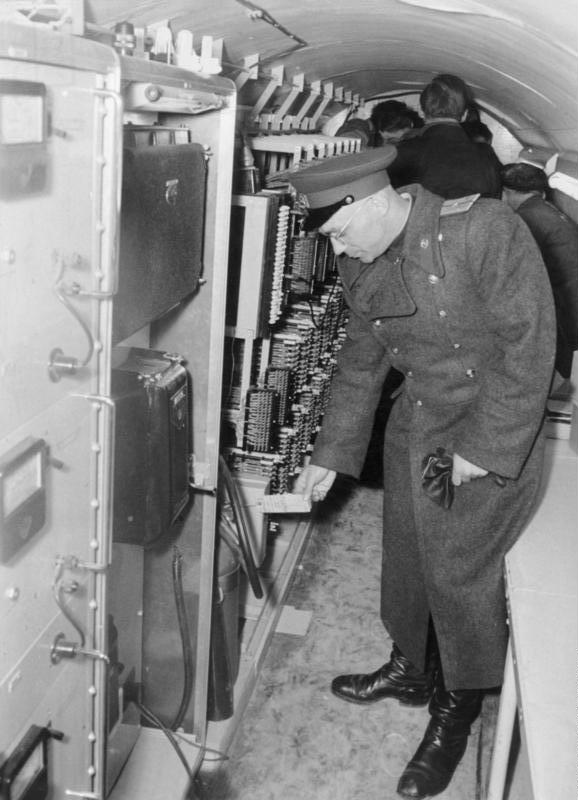
Radziecki oficer w odkrytym tunelu

Operacja Gold – przedsięwzięcie przeprowadzone w 1954 roku przez wywiady państw zachodnich, polegające na zbudowaniu pod ziemią tunelu biegnącego z amerykańskiego sektora w Berlinie Zachodnim do radzieckiego w Berlinie Wschodnim i podłączeniu się do kabli telefonicznych centrali wojsk radzieckich.
Operacja przeprowadzona była wspólnie przez wywiad amerykański (Centralną Agencję Wywiadowczą), brytyjski (Tajną Służbę Wywiadowczą) i Służbę Bezpieczeństwa Secret Service oraz wywiad zachodnioniemiecki (Federalną Służbę Wywiadowczą). Pomysł budowy tunelu wyszedł od Williama Kinga Harveya, szefa bazy operacyjnej w Berlinie Zachodnim. Budowa rozpoczęła się we wrześniu 1954 r. Tunel kopali inżynierowie z armii amerykańskiej (US Army), sprowadzeni specjalnie w tym celu z USA, pracując 24 godziny na dobę przez 6 miesięcy. Wkrótce po podłączeniu się do kabli 200 magnetofonów nagrywało rozmowy dowódców radzieckich przez całą dobę. Codziennie z Berlina Zachodniego do Waszyngtonu i Londynu dostarczano w celu przetłumaczenia i analizy 400 godzin nagrań taśmowych.
Tunel berliński działał przez 11 miesięcy i 11 dni. Rosjanie twierdzili, że odkryli go całkiem przypadkowo, lecz, jak później wykazała historia, KGB wiedziało o operacji Gold jeszcze przed wbiciem pierwszej łopaty w ziemię. Poinformował ich o tym wysoki oficer brytyjskiego wywiadu, George Blake, który współpracował z KGB. Rosjanie postanowili nie przeszkadzać CIA. Uznali, że niedogodności, jakie sprawi tunel i konieczność łączności w inny sposób nie są warte ryzyka dekonspiracji Blake'a. Poza tym mieli możliwość przekazania wrogom fałszywych danych. Błędnie sądzili, że Blake dostarczy im jeszcze dużo ważniejszych informacji.